# گنبد ضیا
گنبد ضیا، روستایی از توابع بخش مرکزی شهرستان چناران در استان خراسان رضوی ایران است.

## جمعیت
این روستا در دهستان چناران قرار دارد و براساس سرشماری مرکز آمار ایران در سال ۱۳۸۵، جمعیت آن ۳۴ نفر (۹خانوار) بوده‌است.